# Charley Pride
Charley Pride, född 18 mars 1934 i Sledge i Quitman County i Mississippi, död 12 december 2020 i Dallas i Texas i sviterna av covid-19, var en amerikansk countrysångare och basebollspelare.

## Biografi
Charley Pride föddes i Sledge i delstaten Mississippi som ett av elva barn till fattiga arrendatorer. Hans far kallade honom "Charl Frank Pride", men ett misstag i hans födelseattest gjorde att hans namn blev Charley Frank Pride. I yngre tonåren började han spela gitarr.

## Diskografi (urval)
Studioalbum (topp 10 på Billboard Charts - Top Country Albums)
- 1967 – The Country Way (#1)
- 1968 – Make Mine Country (#4)
- 1968 – Songs of Pride...Charley That Is (#6)
- 1969 – Charley Pride in Person	 (#2)
- 1969 – The Sensational Charley Pride (#2)
- 1970 – Just Plain Charley (#1)
- 1970 – Charley Pride's 10th Album (#1)
- 1970 – From Me to You (#2)
- 1971 – I'm Just Me (#1)
- 1971 – Charley Pride Sings Heart Songs (#1)
- 1972 – A Sunshiny Day with Charley Pride (#1)
- 1972 – Songs of Love by Charley Pride (#1)
- 1973 – Sweet Country (#3)
- 1973 – Amazing Love (#1)
- 1980 – There's a Little Bit of Hank in Me (#1)
- 1982 – Everybody's Choice (#10)

Singlar (nummer 1 på Billboard Hot Country Songs)
- 1969 – "All I Have to Offer You (Is Me)"
- 1969 – "(I'm So) Afraid of Losing You Again"
- 1970 – "Is Anybody Goin' to San Antone"
- 1970 – "Wonder Could I Live There Anymore"
- 1970 – "I Can't Believe That You've Stopped Loving Me"
- 1971 – "I'd Rather Love You"
- 1971 – "I'm Just Me"
- 1971 – "Kiss an Angel Good Mornin' "
- 1972 – "It's Gonna Take a Little Bit Longer"
- 1972 – "She's Too Good to Be True"
- 1973 – "A Shoulder to Cry On"
- 1973 – "Don't Fight the Feelings of Love"
- 1973 – "Amazing Love"
- 1974 – "Then Who Am I"
- 1975 – "Hope You're Feelin' Me (Like I'm Feelin' You)"
- 1976 – "My Eyes Can Only See as Far as You"
- 1977 – "She's Just an Old Love Turned Memory"
- 1977 – "I'll Be Leaving Alone"
- 1977 – "More to Me"
- 1978 – "Someone Loves You Honey"
- 1979 – "Where Do I Put Her Memory"
- 1979 – "You're My Jamaica"
- 1980 – "Honky Tonk Blues"
- 1980 – "You Win Again"
- 1981 – "Never Been So Loved (In All My Life)"
- 1981 – "Mountain of Love"
- 1982 – "You're So Good When You're Bad"
- 1982 – "Why Baby Why"
- 1983 – "More and More"
- 1983 – "Night Games"

## Utmärkelser
Academy of Country Music Awards
- 1994 – Pioneer Award

American Music Awards
- 1973 – Favorite Country Album (A Sunshiny Day with Charley Pride)
- 1973 – Favorite Country Male Artist
- 1976 – Favorite Country Male Artist

Country Music Hall of Fame
- Invald 2000

Country Music Association
- 1971 – Entertainer of the Year
- 1971 – Male Vocalist of the Year
- 1972 – Male Vocalist of the Year

Grammy Awards
- 1972 – Best Male Country Vocal Performance (Charley Pride Sings Heart Songs)
- 1972 – Best Gospel Performance (other than soul) (Let Me Live)